# Javier Camuñas
Javier Camuñas Gallego (Madrid, 17 luglio 1980) è un ex calciatore spagnolo, di ruolo centrocampista.

## Caratteristiche tecniche
Ricopre il ruolo di trequartista o anche all'occorrenza attaccante esterno.